# Une nuit sur son épaule
Une nuit sur son épaule est une chanson française écrite, composée et interprétée par Véronique Sanson en 1972.

## Historique
La chanson serait destinée à Stephen Stills qu’elle avait rencontré pendant la réalisation de son album à Paris et avec qui elle se mariera un an plus tard, en 1973.
La chanson passe plutôt inaperçue dans un premier temps mais rencontre un énorme succès en 1994 à l'occasion d'un duo avec Marc Lavoine aux Francofolies. Elle sort en single à cette occasion.
En 2008, la chanson est samplée par le rappeur américain Jay-Z sur son titre History célébrant la victoire de Barack Obama à l'élection présidentielle américaine.
En 2018, la chanteuse reprend le titre en duo avec Juliette Armanet sur l'album Duos volatils.
Le thème reprend celui de Jealous Guy de John Lennon sorti en 1971[réf. nécessaire].